# ЛГБТ у в'язницях

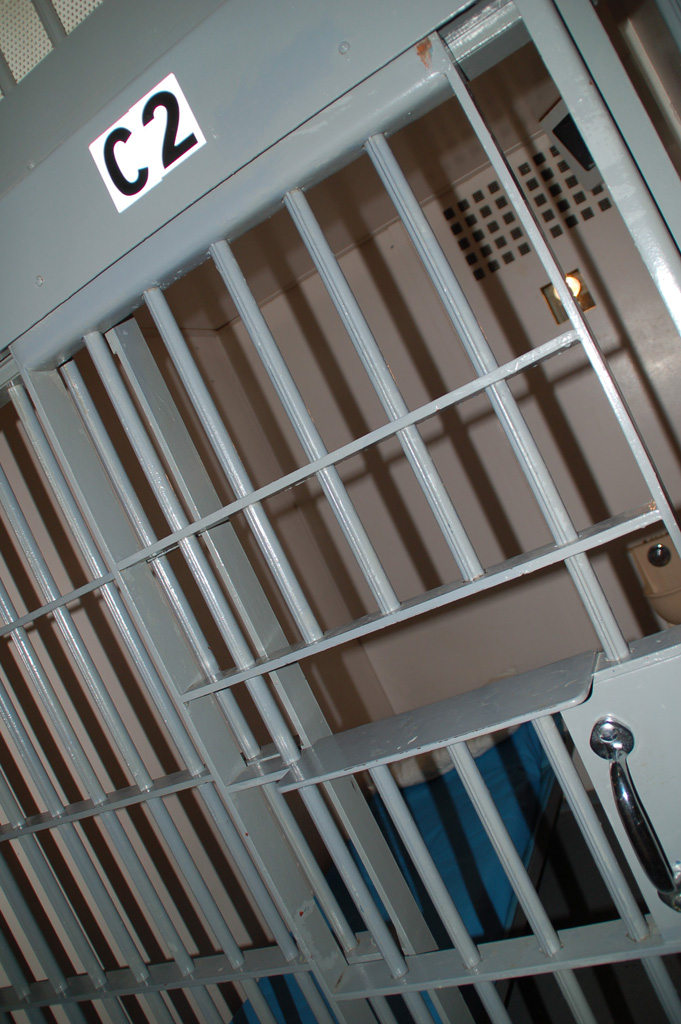
Єдиним безпечним місцем для лесбійок, геїв, бісексуалів та трансгендерів у в'язниці часто є відокремлена ізоляційна камера.

Ув'язнені лесбійки, геї, бісексуали і трансгендери (ЛГБТ) часто стикаються з додатковими труднощами порівняно з гетеросексуальними ув'язненими.
Згідно з даними міжнародних досліджень, ЛГБТ-ув'язнені знаходяться «серед найбільш уразливих груп населення у в'язницях». 67% ЛГБТ-ув'язнених в Каліфорнії отримували погрози на свою адресу перебуваючи у в'язниці. Уразливість ЛГБТ-ув'язнених призвела до того, що для них в деяких містах були створені спеціальні в'язниці, проте в більшості випадків вони залишаються ув'язнені в загальних в'язницях.
У той час як більша частина наявних даних про ЛГБТ-ув'язнених надходить з США, Міжнародна амністія веде облік відомих інцидентів на міжнародному рівні, де ЛГБТ-ув'язнені постраждали через жорстоке поводження та насильство від співкамерників, а також тюремного персоналу.

## Камінг-аут
Багато ЛГБТ-ув'язнених (навіть тих, хто відкритий гей поза в'язницею) ретельно приховують свою сексуальну ідентичність та орієнтацію перебуваючи в ув'язненні, бо до ув'язнених, які відомі або сприймаються як геї, особливо до лесбійок і геїв з стереотипно жіночною зовнішністю, «дуже високий ризик сексуального насильства».

## Медичний персонал
Мейсен Девіс, виконавчий директор Юридичного центру трансгендерів в Сан-Франциско, зазначив, що представники ЛГБТ у в'язницях часто стикаються з перешкодами в отриманні основного та необхідного лікування. Це посилюється тим, що медичний персонал в'язниці часто не знає або не навчений як вирішувати ці потреби.

## ЛГБТ-молодь серед ув'язнених
За даними деяких досліджень, ЛГБТ-молодь особливо схильна до ризику арешту та затримання. Національний центр прав лесбійок та Національний центр захисту неповнолітніх США зазначають, що ЛГБТ-молоді багато серед загальної кількості молодих людей що піддаються арешту і тих, хто знаходиться в виховній колонії в Сполучених Штатах.

## Фізичне та сексуальне насильство
Згідно Amnesty International, в глобальному масштабі ЛГБТ-ув'язнені і ті, кого вважають лесбійками, геями, бісексуалами та трансгендерами, піддаються ризику катувань, жорстокого поводження та насильства з боку ув'язнених, а також персоналу в'язниць. Amnesty International наводить дані про численні випадки у багатьох країнах, де ЛГБТ-ув'язнені, як відомо, були піддані насильству чи вбиті співкамерниками або персоналом в'язниць.
«Ув'язнені будь-якої частини наступного опису, швидше за все, будуть піддані насильству: молоді, невеликі за розміром, фізично слабкі, геї, перший злочинець, що володіє „жіночими“ характеристиками, такими як довге волосся або високим голосом; скромні, неагресивні, сором'язливі, інтелектуальні, не вуличного виховання»; або були визнані винними в сексуальних злочинах проти неповнолітніх. Ув'язнені з будь-якою з цих характеристик, зазвичай, стикаються з підвищеним ризиком сексуального насильства, у той час для тих, хто має декілька перекриваючих характеристик ймовірність насильства ще більша".
Геям і бісексуальним чоловікам часто віддають перевагу для сексуального насильства у в'язниці. Це знайшло своє відображення в різних американських судових рішеннях. Наприклад, в Cole v. Flick суд підтримав право в'язниць обмежити довжину волосся ув'язнених, стверджуючи, що дозвіл носити довге волосся, може призвести до збільшення числа нападів на гомосексуалів.
За словами Андреа Кавано Керна, представника Stop Prisoner Rape, поєднання високих темпів сексуального насильства щодо геїв в'язнів та високі темпи поширення ВІЛ-інфекції у в'язницях є "питанням життя та смерті для ЛГБТ-спільноти ".
У той час як більша частина даних стосується ув'язнених-чоловіків, відповідно до Міжнародної амністії «орієнтація була виявлена, як один з чотирьох категорій, що роблять ув'язнених жінок більш імовірною мішенню для сексуального насильства».

## Ізоляція
Для власної безпеки, ЛГБТ у в'язниці іноді поміщають в карцер або охороняють. Хоча гомосексуальність «в цілому розглядається як фактор необхідності додаткової охорони», трапляються випадки гомофобії.
Ще одна проблема в тому, що захисна та дисциплінарна опіка часто являє собою одне й те ж, а саме ув'язнення в «захисному корпусі» в дуже обмежених та ізольованих умовах — одиночному ув'язненні — що заважає таким ув'язненим брати участь в наркологічних реабілітаційних програмах, освітніх програмах професійної підготовки, контактувати з іншими ув'язненими або відвідувачами, або насолоджуватися привілеями, наприклад, правом дивитися телевізор, слухати радіо тощо
В інших випадках, установи можуть мати спеціальні зони для життя вразливих ув'язнених, таких як ЛГБТ, літні люди або інваліди. В Сан-Франциско, наприклад, транссексуалів ув'язнених автоматично відокремлюють від інших ув'язнених. Проте, згідно слів Ейлін Херст, шерифа Сан-Франциско, сама по собі гомосексуальність не є приводом для виправдання запиту на захисний корпус: ув'язнені, що подають запит на таке житло повинні продемонструвати свою уразливість.